# Ernst Brandes
Ernst Immanuel Cohen Brandes (1. februar 1844 i København – 6. august 1892 i Fortunen Indelukke i Dyrehaven) var en dansk nationaløkonomisk forfatter, broder til Georg og Edvard Brandes.
Brandes var vekselerer, men trak sig tidlig tilbage fra forretningslivet og beskæftigede sig væsentlig med journalistisk virksomhed. I artikler i "Politiken", "Tilskueren" og i den af ham i hans sidste leveår redigerede "Københavns Børstidende" behandlede han særlig spørgsmål vedrørende bank- og børsvæsen. Hans 1885 udgivne større skrift Samfundsspørgsmaal falder i to afsnit, af hvilke det ene omhandler den Malthusske befolkningslære og det andet værdilæren og en mængde dermed i forbindelse stående fundamentale økonomiske og sociale spørgsmål. Medens det første afsnit er mindre betydeligt, udmærker det andet sig ikke alene ved sin klare og livlige fremstillingsform, men også ved sine, fra den almindelige skoleøkonomi afvigende, synspunkter, der, uden at være absolut nye, dog har fået deres præg af forfatterens individualitet.